# Holý vrch u Hlinné
Holý vrch u Hlinné je přírodní rezervace severně od obce Hlinná v okrese Litoměřice. Přírodní rezervace byla vyhlášena roku 1949 a její rozloha činí 9,23 ha. Zároveň je součástí evropsky významné lokality Natura 2000 a chráněné krajinné oblasti České středohoří. Předmětem ochrany je především ochrana koniklece otevřeného a koniklece lučního českého a dále biotopů skal, skalních stepí, sutí a trav.

## Historie
Před vyhlášením rezervace se dlouhá desetiletí na tomto území pásly ovce a kozy. Rezervace zde vznikla roku 1949, důvodem jejího vyhlášení byl růst křížence obou zde rostoucích konikleců, koniklec Hackelova (Pulsatilla x hackelii). V minulosti se na Holém vrchu vyskytovala jedna z nejpočetnějších kolonií koniklece otevřeného (Pulsatilla patens) v Československu, která čítala několik tisíc jedinců. Do poloviny šedesátých let 20. století byla lokalita označována jako území s největším počtem konikleců otevřených (několik stovek jedinců). Tvořily zde dokonce souvislé plochy, čemuž ze začátku napomáhalo postupné upuštění od pastvy, což bylo hlavním cílem při zřizování rezervace. Zabránilo se tím občasnému okusu konikleců od ovcí, ale zároveň začaly koniklece ubývat. Snižování počtu konikleců vedlo k přehodnocení původního záměru a došlo k pokusnému zavedení obhospodařování. Od sedmdesátých let byla zavedena různá opatření pokusného, ale i ustáleného typu. Na přelomu století se zde znovu obnovilo pasení ovcí za účelem udržení populace místních konikleců, což v posledních letech vedlo k relativnímu ustálení jejich populace.

## Přírodní poměry
Chráněné území se nachází na Lysé hoře v okrese Litoměřice v Ústeckém kraji, zhruba sedm kilometrů od Litoměřic, mezi obcemi Hlinná a Kundratice. Jedná se o travnatý vrch s výstupy čedičových skal na severně a západně orientovaných svazích. Rozloha území činí 9,23 ha a rozprostírá se v nadmořské výšce 484–578 metrů.

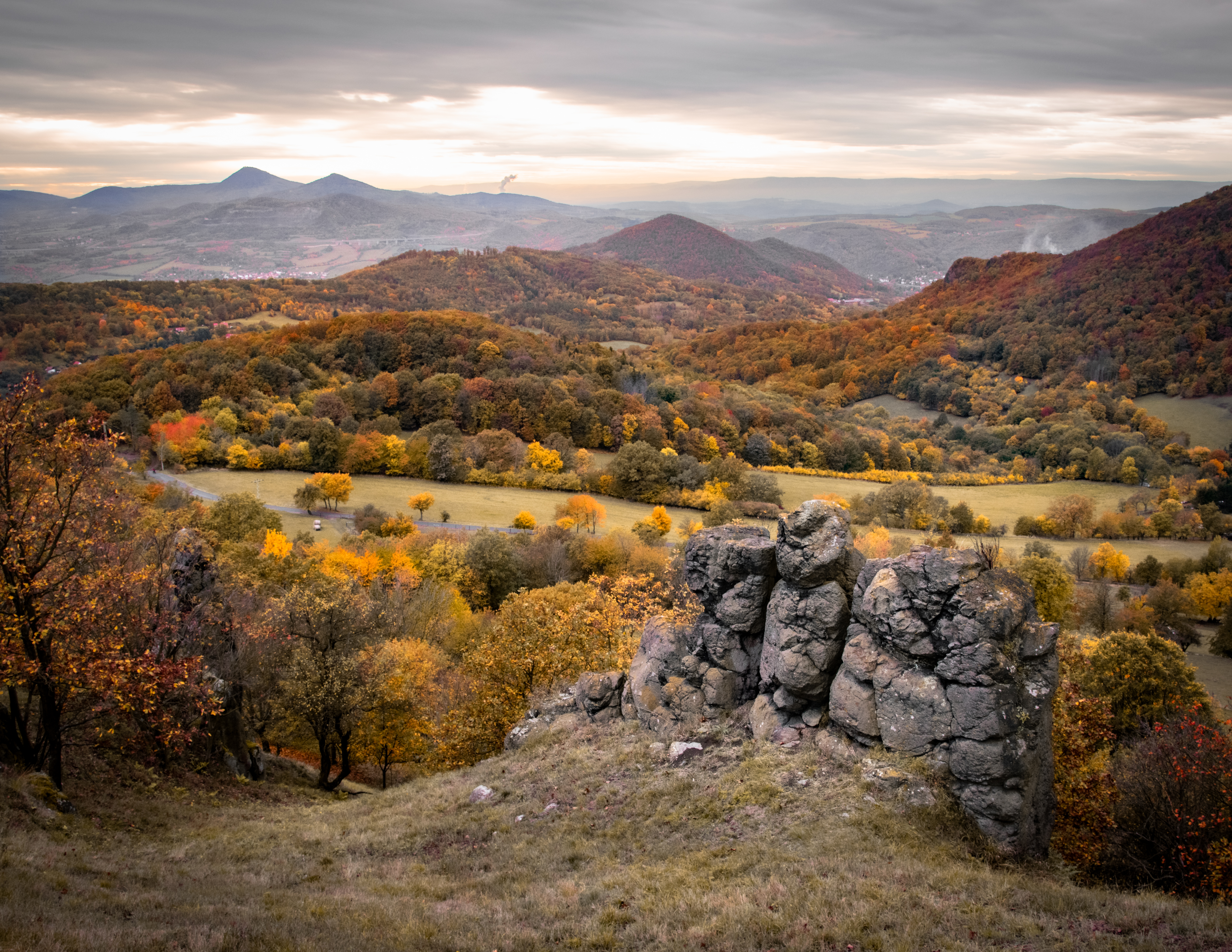
Pohled z Holého vrchu na CHKO České středohoří

### Geologie

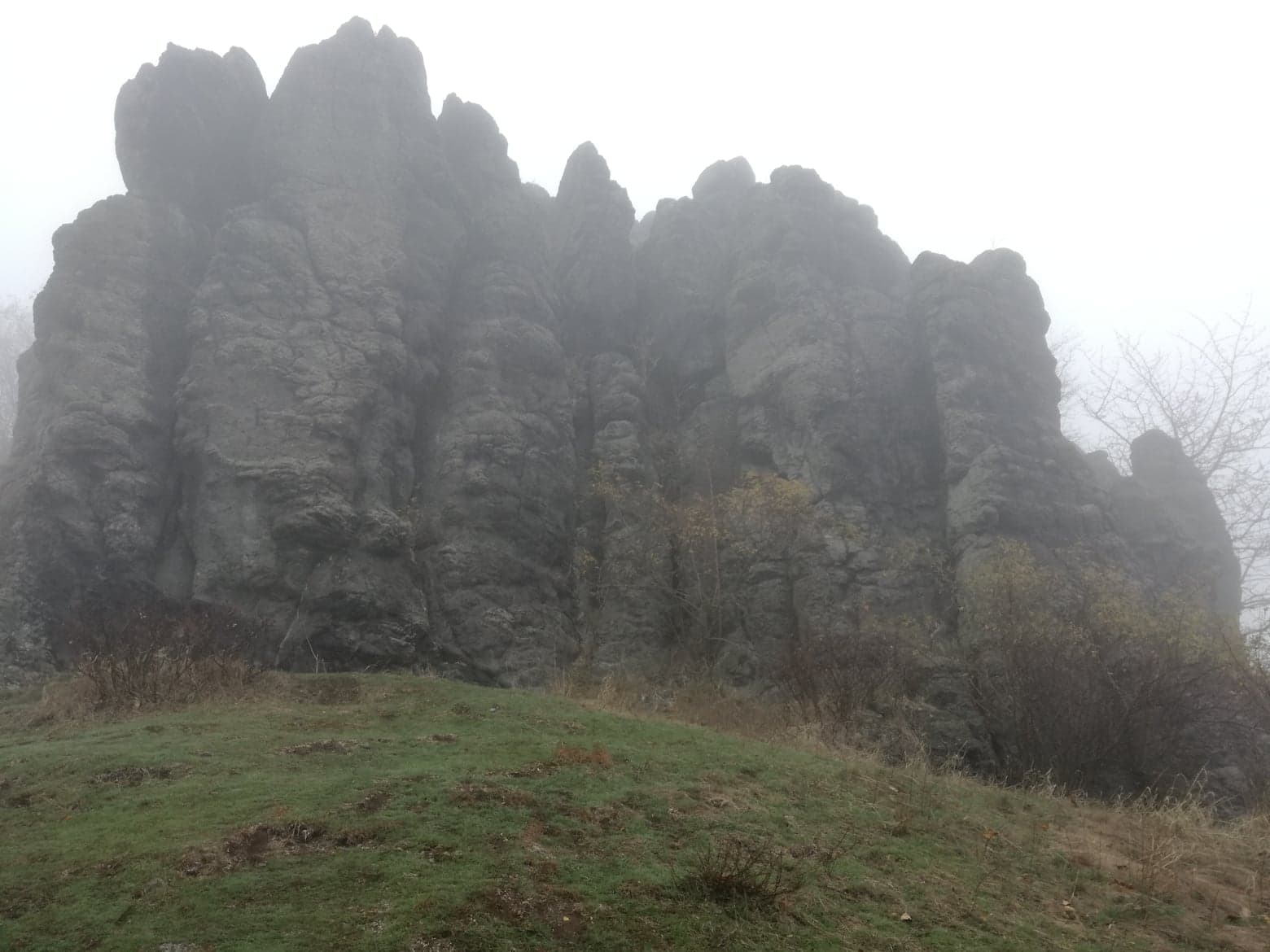
Čedičová skála

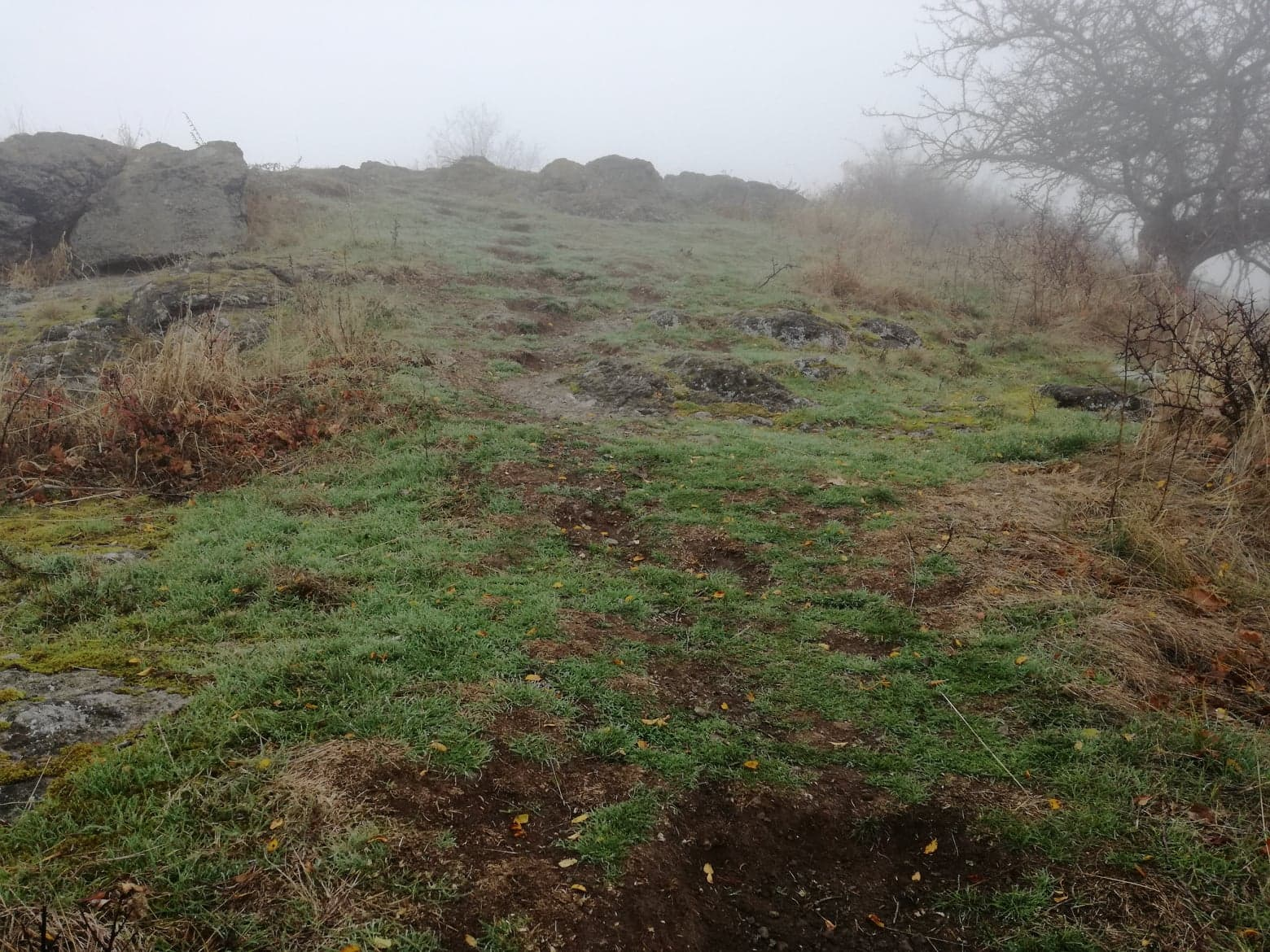
Zazemněné sutě

Typické jsou zde čedičové skalní výběžky sloupcovitého tvaru, které vznikly sopečnou činností v Českém Středohoří. Nacházejí se na severních a západních svazích a mohou dosahovat výšky až 10 metrů. Okolí skal je tvořeno zazemněnými sutěmi, které vznikly při zvětrávání a odnosu během periglaciálního období.

### Pedologie
Hlavním půdním typem jsou zde kambizemě.

### Fauna
Na území se nachází několik druhů obratlovců. Zástupce obojživelníků je ropucha obecná (Bufo bufo), z ptáků nalezneme ťuhýka obecného (Lanius collurio) a pěnici vlašskou (Sylvia nisoria). Z plazů má největší zastoupení ještěrka obecná (Lacerta agilis) dále zde mohou vyskytovat ještě zmije obecná (Vipera berus), užovka hladká (Coronella austriaca), a slepýš křehký (Anguis fragilis). Bezobratlí na tomto území nejsou dostatečně prozkoumáni.

### Flóra
Nejohroženější je koniklec otevřený (Pulsatilla patens), který je kriticky ohroženým druhem (C1). V lokalitě přírodní rezervace se vyskytuje 130 jedinců, a další zhruba 100 v oblasti evropsky významné lokality. Dalším silně ohroženým druhem, nacházejícím se v této lokalitě, je koniklec luční český (Pulsatilla pratensis subsp. bohemica), který je silně ohrožený druh. Na území roste několik desítek trsů. Dále se tu vyskytuje i kříženec těchto konikleců, koniklec Hackelův (Pulsatilla x hackelii) s počtem 25 jedinců.

Mezi nejvíce ohrožené druhy v lokalitě dále patří lomikámen trsnatý (Saxifraga rosacea), lomikámen trojprstý (Saxifraga tridactylites), chrpa chlumní (Centaurea triumfettii), tařice skalní Arduinova (Aurinia saxatile subsp. arduinii), dřín jarní (Cornus mas) a lilie zlatohlavá (Lilium martagon).
V severní části území se vyskytují mezofilní a xerofilní křoviny a v západní části rostou bazifilní teplomilné doubravy středoevropského typu a štěrbinová vegetace.
Na skalách a sutích se vyskytují tařice skalní Arduinova (Aurinia saxatile subsp. arduinii), tolita lékařská (Vincetoxicum hirundinaria), lomikámen trojprstý (Saxifraga tridactylites) a rozrazil ožankovitý (Veronica teucrium). Dále se zde mohou vyskytovat i oba druhy konikleců.
Pod skalami se nachází keřové části. Zde je hlavně zastoupena růže šípková (Rosa canina), hlohy (Crataegus sp.), líska obecná (Corylus avellana).
Trávy jsou zde nejvíce zastoupeny kostřavami (festuca sp.), v těchto nízkostébelných travách se vyskytují oba druhy konikleců. Dále pak se tu ve shlucích vyskytuje ovsík vyvýšený (Arrhenatherum elatius).

## Ochrana
Hlavním předmětem ochrany je zde rostoucích konikleců a dále pak skal, skalních stepí, sutí a trávníků.

Skoro po dobu 20 let zde probíhá péče, která spočívá v odstraňování stařiny různým způsobem. Buďto pasením ovcí nebo kombinovaného stáda ovcí a koz, ručním kosením a odstraňování náletů křovin a dřevin. Část náletů bude ponechána na místě, aby popřípadě sloužila jako úkryt pro ohrožené druhy živočichů. Kromě odstraňování náletů křovin a dřevin by se mělo o území starat alespoň jednou ročně, u odstraňování náletů to stačí jednou za 2 roky. Pastva ovcí bude probíhat oplůtkovou formou, která je nejlepší pro ochranu zvláště chráněných druhů rostlin.
V okolí růstu konikleců se uplatňuje individuální péče, která je už prováděna řadu let. Dochází k prosvětlení jednotlivých trsů, odstraňování mechů a stařiny z jejich bezprostřední blízkosti a okopávání trsů. Používání chemických přípravků zatím nebylo doporučeno.

## Přístup

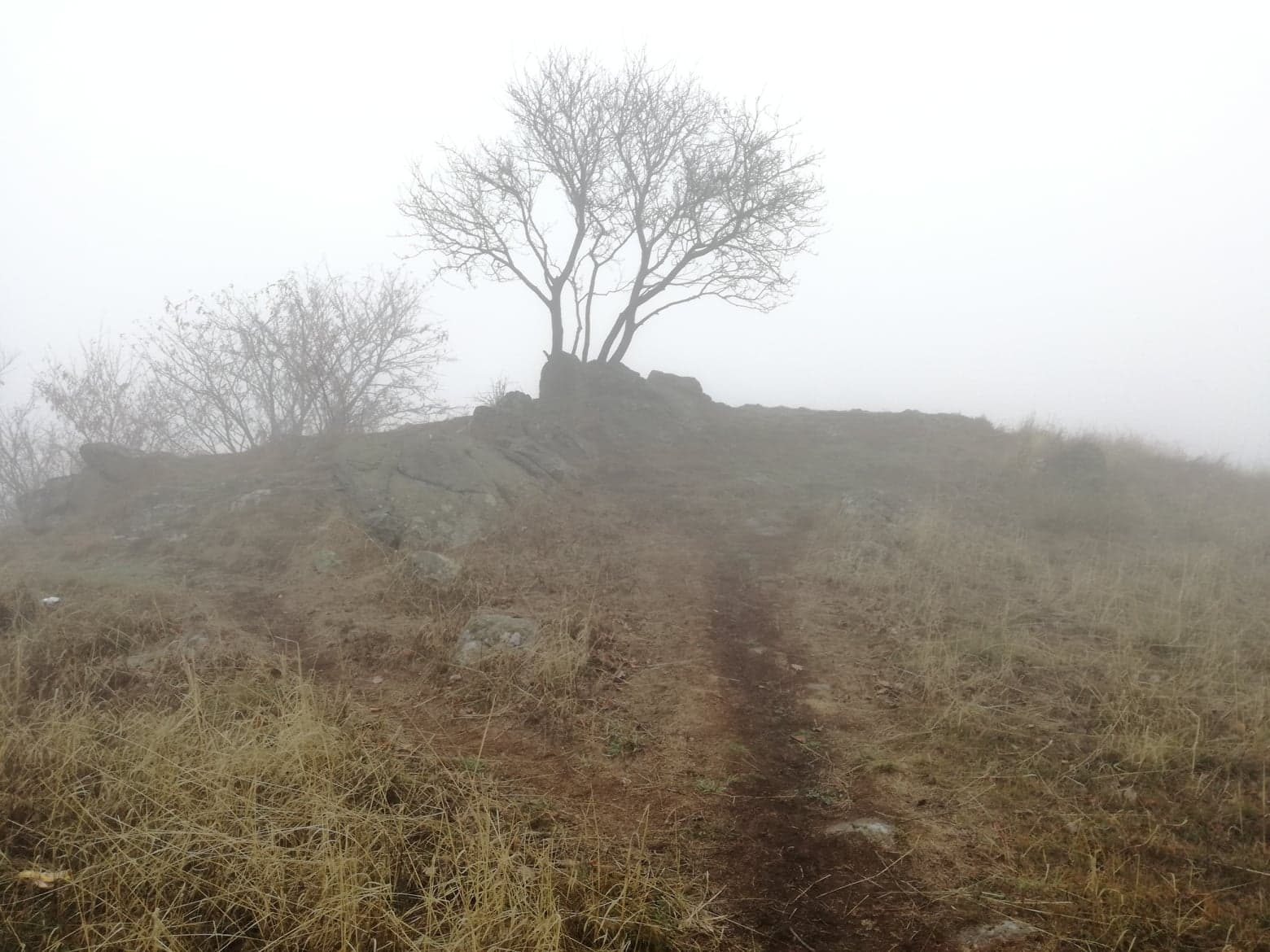
Cesta na vrchol Lysé hory

Přírodní rezervace Holý vrch u Hlinné se nachází mezi Litoměřicemi a Sebuzínem. Zhruba v polovině cesty z Hlinné do Kundratic, v místech, kde silnici kříží zeleně značená turistická trasa, odbočuje ze silnice naučná stezka Hlinná–Kamýk, která vede přímo středem chráněného území. Naučná stezka dlouhá celkem deset kilometrů vede také k přírodní památce Plešivec. Okolo rezervace vede též cyklotrasa 3057. Nejvhodnější období pro návštěvu jsou jarní a letní měsíce, kdy se otevírá výhled na kopec Radobýl a Polabí.